# 세스토 론도역
세스토 론도 역(이탈리아어: Sesto Rondò)은 밀라노 지하철 1호선의 역이다. 1986년에 문을 열었다.
세스토 론도 역은 밀라노의 시 구역 바깥인 세스토산조반니 코무네에 있다. 따라서 이 역에서 판매하는 승차권은 시 구역 내에 위치한 역에서 판매하는 승차권보다 요금이 65% 정도 더 든다.
지하에 있으며, 한 개의 터널에 2개 승강장, 2개 선로를 가지고 있다.

## 시설
이 역에는 다음과 같은 시설이 있다.
- 장애인 승객을 위한 접근 시설
- 엘레베이터
- 에스컬레이터
- 승차권 자동판매기
- 카페
- 역 감시카메라

| 밀라노 지하철    | 밀라노 지하철       | 밀라노 지하철                      |
| ---------------- | ------------------- | ---------------------------------- |
| 세스토 1º 마조 - | 밀라노 지하철 1호선 | 세스토 마렐리 로 피에라 / 비셸리에 |